# Testo
Testó je zmes moke, vode in po želji kvasa ter drugih primesi (sladkor, sol, med ...). Testo je osnova za kruh, peciva in druge pekarske izdelke.

## Vrste testa
- vlečeno testo (za pripravo štrukljev, zavitkov...),
- kvašeno testo (za pripravo kruha, peciva ...),
- listnato testo (za pripravo bureka, pit ...)
- krhko testo (za pripravo peciva, pit, ...)